# Походження води на Землі

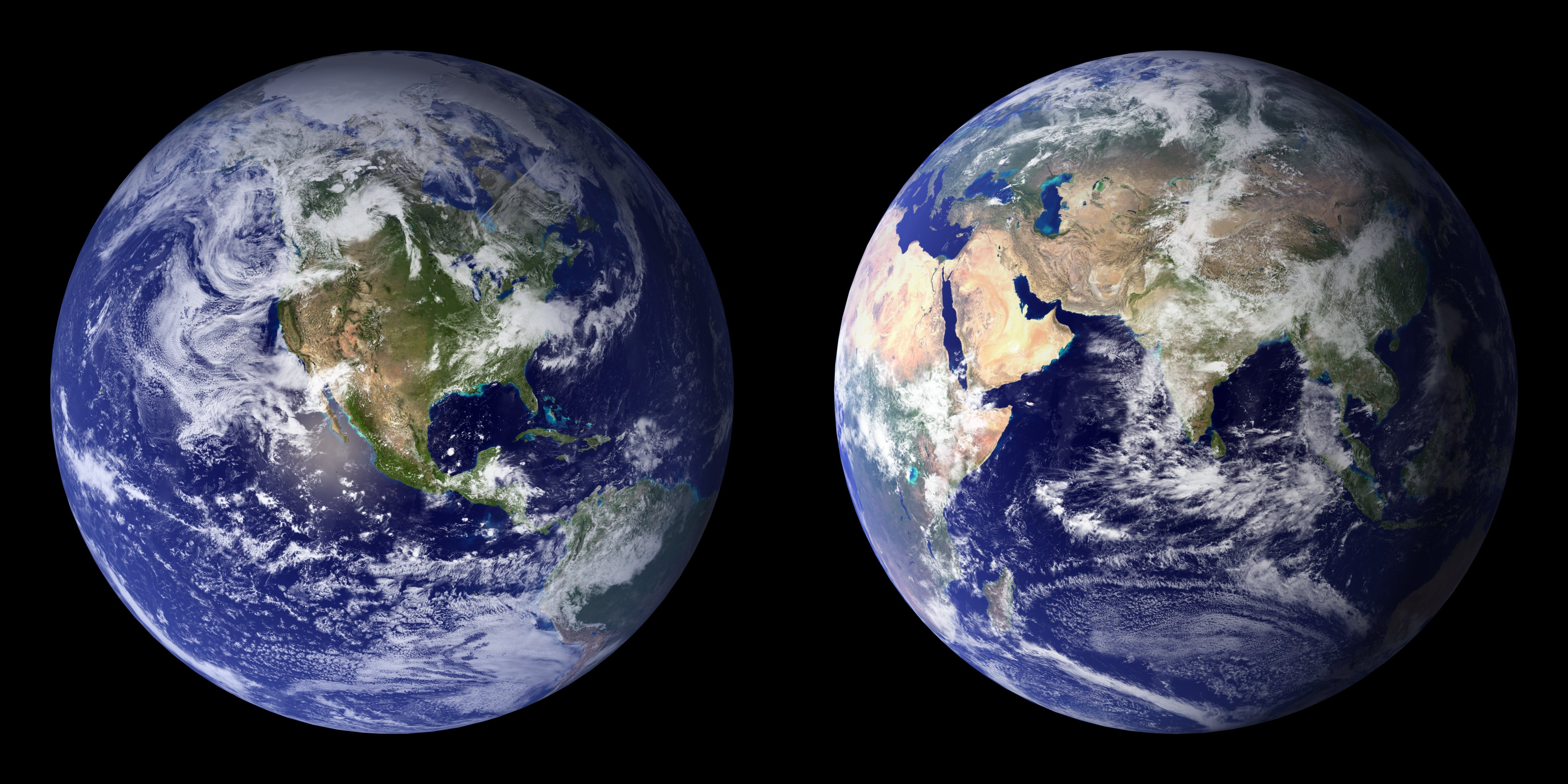
Вода покриває близько 71 % поверхні Землі

Походження води на Землі, або причина того, що на Землі явно більше рідкої води ніж на інших твердих планетах Сонячної системи, не зовсім зрозуміла. Існує численна кількість більш-менш сумісних гіпотез щодо того, як вода могла з'явитися на Земній поверхні протягом останніх 4.5 мільярдів років в достатній кількості аби могли утворитися океани.

## Можливі причини походження

### Позапланетне походження
Комети, транснептунові об'єкти або багаті на воду метеороїди (протопланети) із зовнішньої частини поясу астероїдів проходили повз нього і зіштовхувалися з Землею і могли принести воду, що утворила світові океани. Вимірювання співвідношення ізотопів водню — дейтерія й протія вказує, що це мали бути астероїди, оскільки схожий відсоток домішок багатих на вуглець хондритів було знайдено в океанічній воді, в той час як попереднє вимірювання концентрацій ізотопів в кометах і транснептунових об'єктах досить мало збігалися з тими, що в земній воді.
Досить велика кількість планетозималі нагрівалася при розпаді ізотопу алюмінію. Це могло привести до того, що вода підіймалася на поверхню. Останні дослідження показують, що вода із схожим співвідношенням дейтерію і водню вже була присутня на момент формування Землі, про що свідчать древні метеорити «евкріти», які утворилися із астероїда Веста.
Те що вода на Землі з'явилася тільки лише із комет вважають неправдоподібним, оскільки результат вимірювання співвідношення ізотопів дейтерія і протія (відношення D/H) чотирьох комет Галлея, Хякутаке, Гейла — Боппа, і Чурюмова — Герасименко, дослідником Девідом Джуїттом, є приблизно в двічі більшим ніж в океанічній воді. Однак залишається не ясним наскільки ці комети можуть бути репрезентативні і відповідають тим що знаходяться в Поясі Койпера. За словами Алессандро Морбіделлі, більша частина наявної сьогодні води на планеті походить із протопланет, які утворилися на зовнішній частині астероїдного поясу, які потрапляли до Землі, про те свідчить пропорція D/H у багатих на вуглець хондритів. Вода, що міститься в цих багатих на вуглець хондритах збігається з співвідношенням D/H в океанічній воді. Крім того, були запропоновані можливі механізми через які співвідношення D/H в океанічній воді могло значно зрости в ході історії Землі. Така версія узгоджується з тим, що значна кількість води вже могла бути присутні на Землі на етапах її ранньої еволюції.
Недавні дослідження хімічного складу порід Місяця показують, що Земля народилася уже із присутньою на ній водою. Досліджуючи зразки місячних порід доставлених на Землю, коли відбувалися місії
Аполлон 15 і 17 встановлено, що співвідношення дейтеорію і водню збігається із співвідношенням ізотопів в вуглистих хондритах. Відношення також схоже на те, яке має вода на Землі. Отримані дані свідчать про спільне походження води на обох об'єктах. Це підтверджує теорію, що Юпітер тимчасово мігрував у внутрішню Сонячну систему, дестабілізуючи орбіти багатих на воду вуглистих хондритів. В результаті, деякі з тіл могли потрапити в середину і стати часткою матеріалу для утворення Землі і її сусідів. Виявлення водяної пари серед газів, які виходять із Церери дозволяє отримати інформацію про вміст води і льоду в поясі астероїдів.

### Власні джерела
Поступовий витік води, яка знаходиться в гідратних мінералах гірських порід Землі могли утворити деяку частину води. Вода також могла утворитися від вулканічних процесів: водяна пара в атмосфері, яка виникла при вулканічних виверженнях могла конденсуватися і випадати дощем, повільно заповнюючи океанічні басейни Землі.

## Вода в історії розвитку Землі
Значна частина води містилася в матерії, з якої утворилася Земля. Молекули води рухались в гравітаційному полі Землі набагато легше, коли вона була менш масивна під час її утворення. Вважається, що водень і гелій постійно витікають з атмосфериу, але відсутність більш щільних інертних газів в сучасній атмосфері свідчить про те, що щось катастрофічне сталося в ранній атмосфері.
Частина молодої планети, теоретично вважається, була відірвана ударом при якому утворився Місяць, що мало спричинити плавлення однієї або двох великих площ. Сучасний склад не зовсім відповідає тому, що могло відбутися повне плавлення і є досить важко розплавити і перемішати величезні кам'янисті маси повністю. Однак, деяка частка матерії повинна була випаровуватися під цим впливом, утворюючи кам'янисту-парову атмосферу довкола молодої планети. Кам'яниста-пара повинна була осідати впродовж двох тисяч років, залишаючи за собою гарячі летючі речовини, які ймовірно утворювали в результаті важку атмосферу із діоксиду вуглецю із вмістом водню і водяної пари. Рідкі воді океани існували незважаючи на температуру поверхні 230 °C, завдяки атмосферному тиску важкого CO2. По мірі того як продовжувалося охолодження, субдукція і розчинення у океанській воді поглинула більшість CO2 з атмосфери, але його рівень значно коливався оскільки виникли нові поверхні і проходили цикли зміни мантії.
Вивчення мінералу Циркон показало, що рідка вода повинна була існувати ще 4.404 ± 0.008 Ga (мільйонів років) тому, тобто дуже рано після утворення Землі. Для цього потрібна наявність атмосфери. Теорія існування холодної ранньої Землі покриває цей період приблизно від 4.4 Ga до 4.0 Ga.
Фактично, останні дослідження цирконів (в 2008) знайдених в австралійському гайдейському камені, містить мінерали, які свідчать про існування тектонічних плит ще 4 мільярди років тому. Якщо це дійсно так, попередні уявлення про Гадейській період далекі від правди. Тобто, замість гарячої, розплавленої поверхні і атмосфери насиченої двоокисом вуглецю, поверхня Землі повинна була бути дуже схожою на сьогоднішню. Тектонічні плити вкривають більшу частину вуглекислого газу, тим самим усувають парникові ефекти, і приводять до того що температура поверхні набагато холодніша, дозволяє утворення твердих порід, і можливо навіть життя.

## Роль живих організмів
Деяка вода на поверхні землі могла мати біохімічне походження, під час кисневої революції, за допомогою окисно-відновних реакцій і фотосинтезу.
На початку 1930-х, Корнеліс Ван Ніль виявив, що сірко-залежні хемоавтотрофні бактерії (фіолетової сіркобактерії) зв'язують вуглець і синтезують воду як побічний продукт при використанні сірководню і діоксиду вуглецю:
CO2 + 2H2S → CH2O + H2O + 2S
Декілька сучасних організмів використовують цей метод фотосинтезу, роблячи свій незначний внесок в утворенні нової води. Але в епоху ранньої Землі, що мала мало кисню і багатій на сірководень, не велика але значна частка води могла утворюватися таким біохімічним способом.